# 王佑春
王佑春（1964年2月—），男，汉族，山东茌平人，中国医学病毒生物学家，中国食品药品检定研究院研究员，博士生导师。中国医学科学院学术咨询委员会学部委员。